# Largo passo io
Largo passo io (Excuse My Dust) è un film del 1951 diretto da Roy Rowland.
È una commedia musicale statunitense con Red Skelton, Sally Forrest, Macdonald Carey e William Demarest. È ambientato nel 1895.

## Produzione
Il film, diretto da Roy Rowland su una sceneggiatura di Stephanie Nordli, Bellamy Partridge e George Wells, fu prodotto da Jack Cummings per la Metro-Goldwyn-Mayer e girato a San Francisco da metà ottobre a fine novembre 1950. Il titolo di lavorazione fu Horseless Carriage.

## Distribuzione
Il film fu distribuito con il titolo Excuse My Dust negli Stati Uniti nel giugno del 1951 al cinema dalla Metro-Goldwyn-Mayer.
Altre distribuzioni:
- in Francia il 9 novembre 1951 (Un fou au volant)
- in Svezia il 19 novembre 1951 (Tur i olyckan)
- in Danimarca l'11 marzo 1952 (Undskyld jeg støver)
- in Finlandia il 30 maggio 1952 (Anteeksi tyhmyyteni)
- in Portogallo il 14 febbraio 1953 (O Grande Inventor)
- in Germania Ovest il 3 aprile 1953 (Gib Gas, Joe!)
- in Austria nel maggio del 1953 (Gib Gas, Joe!)
- in Italia (Largo passo io)
- in Brasile (Desculpe a Poeira)
- in Italia (Largo passo io!)
- negli Stati Uniti d'America (Mr. Belden's Amazing Gasmobile)